# Une histoire d'amour (nouvelle)
Pour les articles homonymes, voir Une histoire d'amour.
Une histoire d'amour est une nouvelle de Jean Giono qui parut pour la première fois dans Elle le 4 août 1961 puis dans l'édition posthume des Récits de la demi-brigade.

## Résumé
Achille, le colonel de gendarmerie, est préoccupé : Malgré l'élimination d'une cinquantaine de verdets, « une bande semi-politique, semi-ecclésiastique, semi-tout ce qu'on voudra », les assassinats de fermiers isolés continuent. Le capitaine Martial Langlois, lui, a sa petite idée; après quatre balles dans son bonnet de police et une série de lettres anonymes, il sait où chercher : M. de..., l'ancien chef de la bande, avait une fille

Accompagné de son ordonnance et du vieux Mathieu dit « Mon soldat », il part fouiller les plateaux. Suivant la trace d'une jument montée légère, un petit verdet, ils arrivent à une grange et ses sept chevaux au piquet. Laissant ses gendarmes s'occuper des sept verdets, Martial s'élance à la poursuite du petit verdet et met fin à une histoire d'amour d'un coup de pistolet chargé à double balle.

## Éditions
- 1961 - Une histoire d'amour dans le magazine Elle du 4 août 1961.
- 1962 - Une histoire d'amour dans Les Chroniques romanesques.
- 1972 - Une histoire d'amour dans Les Récits de la demi-brigade, Éditions Gallimard.
- 1980 - Une histoire d'amour dans Les Récits de la demi-brigade, in "Jean Giono - Œuvres romanesques complètes", Tome V (1451 pages), Gallimard, Bibliothèque de la Pléiade, Édition établie par Robert Ricatte avec la collaboration de Pierre Citron, Henri Godard, Janine et Lucien Miallet et Luce Ricatte,  (ISBN 9782070109777)